# Can Teixidor (Canet d'Adri)
Can Teixidor és una masia de Canet d'Adri (Gironès) protegida com a bé cultural d'interès local.

## Descripció
És una masia de dos cossos d'èpoques diferents. El cos principal és de planta rectangular, amb planta baixa i un pis superior, coberta de teula àrab a dues vessants i parets portants de maçoneria arrebossada. Hi ha un cos annexa, d'una sola planta baixa amb coberta de teula àrab a dues vessants, parets de maçoneria. Al lateral esquerre, hi ha un altre cos annexa, més alt que el cos principal, de planta rectangular, amb planta baixa i un pis superior, coberta de teula àrab a dues vessants i parets de maçoneria arrebossada i pintades de color blanc. Les obertures són senzilles.